# Seewoosagur Ramgoolam
Seewoosagur Ramgoolam (Hindi: सर शिवसागर रामगुलाम; Belle Rive, 18 de setembro de 1900 - Porto Luís, 15 de dezembro de 1985) foi um político da Maurícia.
Entre 1961 e 1968 foi Ministro Principal da Mauricio britânica, quando o território era uma colônia da coroa britânica, sendo a única pessoa em ocupar o cargo. Posteriormente, foi premiê de Mauricio desde a independência em 1968 até 1982, e desde 1983 até seu falecimento, foi governador geral.

## Biografia

### Primeiros anos e educação
Seu pai, Moheeth Ramgoolam (que pertencia à comunidade kushwaha), era um trabalhador imigrante da Índia. Estudou numa escola primária católica. Aos sete anos, perdeu a seu pai e aos doze anos, sofreu um grave acidente num establo que levou a perda de seu olho esquerdo.Continuou sua educação secundária numa escola internado graças a uma bolsa, formando-se na cultura britânica. Com a ajuda financeira de seu irmão, foi estudar medicina ao Reino Unido, graduando-se no University College de Londres.

### Carreira política
Desempenhou o papel de ministro principal (cargo similar ao de um premiê) desde 1961 até 1968. O Colonial Office considerava a Ramgoolam como um líder capaz. Em 1963, o governo conservador britânico confiou muito nele para formar um governo de todos os partidos em Mauricio e para facilitar este assunto, foi nomeado cavaleiro da Ordem de São Miguel e São Jorge em 12 de junho de 1965.
Dirigiu o Partido Laborista de Mauricio desde 1959 até 1982, tendo tomado a liderança de Emmanuel Anquetil e Maurice Curei. Depois da independência de Mauricio o 12 de março de 1968, seguiu sendo premiê, encabeçando uma série de governos de coalizão, até 1982. Nas eleições gerais desse ano, seu governo foi finalmente derrotado por uma coalizão liderada pelo Movimento Militante Mauriciano (MMM). Anerood Jugnauth se tornou então o premiê.
Em 1983, o MMM dividiu-se e promoveu uma nova eleição. Ramgoolam e o Partido Laborista apoiaram a Jugnauth e seu novo partido, o Movimento Socialista Militante. Jugnauth, quem ganhou a eleição, nomeou a Ramgoolam como Governador Geral. Ocupou este cargo até sua morte na Casa do Estado (residência oficial) em dezembro de 1985.
Em dezembro de 1973 recebeu o Prêmio de Direitos Humanos das Nações Unidas.
Entre 1976 e 1977 foi presidente da Organização para a Unidade Africana.
Cultura

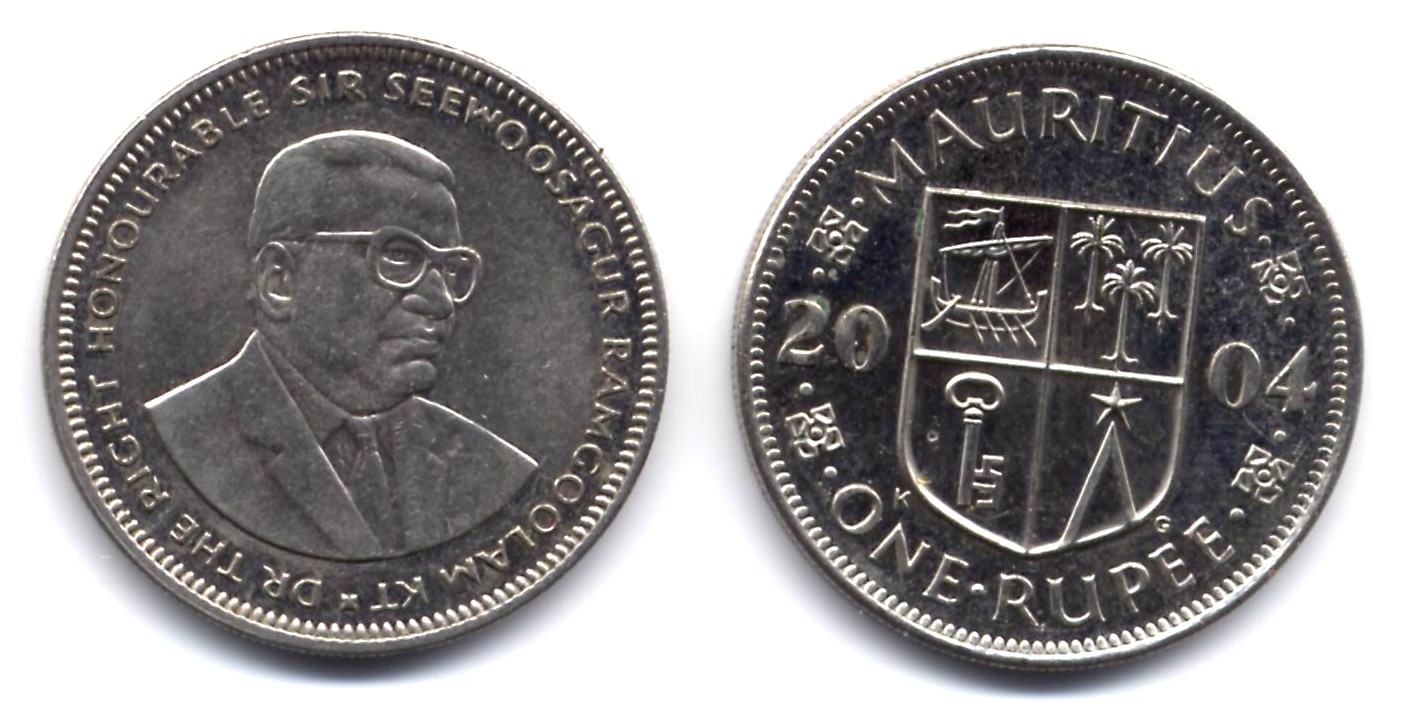
Moeda com seu rosto

Seu rosto figura em diversas moedas de rupia mauriciana.